# Tamni znamen
Tamni znamen u seriji je romana o Harryju Potteru simbol Lorda Voldemorta i smrtonoša. Ima oblik lubanje kojoj iz usta izlazi zmija. Može se prizvati čarolijom koja ima inkantaciju "Morsmordre". 
Tamni znamen u romanima se o Harryju Potteru prvi put spominje u četvrtoj knjizi, Harry Potter i Plameni pehar. Tijekom svjetskog metlobojskog prvenstva izbili su neredi tijekom kojih su bivši smrtonoše mučili jednu bezjačku obitelj. Na vrhuncu zbrke i nereda na nebu se pojavio Tamni znamen i smrtonoše su se razbježali. Ubrzo nakon tog događaja kućna vila Bartemiusa Croucha, Winky, pronađena je dok je držala čarobni štapić za kojeg je čarolijom Priori Incantatem ustanovljeno da je prizvao Tamni znamen. Crouch je, gnjevan zbog tog dokaza, odmah otpustio svoju vilu.
Na kraju četvrte knjige doznaje se da je pravi počinitelj zapravo Crouchov sin, Bartemius Crouch ml., a ne Crouchova vila Winky. Crouch mlađi na svjetskom je prvenstvu bio pod plaštom nevidljivosti i uspio je ukrasti čarobni štapić kojim je zatim prizvao znamen. Winky je samo pokušavala zaštititi sina svog gospodara.
Tamni znamen pojavljuje se i kao tetovaža na podlakticama svih smrtonoša što ih označava kao Voldemortove sljedbenike. Nakon što je Voldemort izgubio svoju moć, znamen na rukama smrtonoša postao je blijed, ali kako je Voldemort jačao, znamen je postajao sve jasniji. Igor Karkaroff, bivši ravnatelj Durmstranga, pokušavao je skrenuti pažnju Severusa Snapea na taj efekt te je na posljetku u strahu pobjegao iz Hogwartsa kad je Voldemort, na kraju knjige, vratio svoje tijelo. Kad je Voldemort želio pozvati sve svoje sljedbenike, trebao je dodaknuti Tamni znamen samo jednog od njih i znamen bi tada postao blijed i zažario bi te bi tada svi smrtonoše znali da se trebaju odazvati pozivu svog gospodara.
U Harryju Potteru i darovima smrti smrtonoša Bellatrix je skoro priznala tamni znamen kako bi pozvala lora Voldemorta da vidi Harryja i ostale zatočenike u vili Malfoy. Do tada su Harry, Hermiona, Ron, Ollivander, Luna i goblen iz čarobnjačke banke pobjegli.
Fred i George Weasley za potrebe su svog dućana "Weasleyjevi čarozezi" stvorili jestivu verziju tog simbola od kojeg bi se ljudi, kad bi ga pojeli, razboljeli.